# Драфт НБА 1969
Драфт НБА 1969 року відбувся 7  квітня і 7 травня. 14 команд Національної баскетбольної асоціації (НБА) по черзі вибирали найкращих випускників коледжів. Гравець, який завершував четвертий рік у коледжі отримував право на участь у драфті. Перші два права вибору належали командам, які посіли останні місця у своїх конференціях, а їхній порядок визначало підкидання монети. Мілвокі Бакс виграли підкидання монети і отримали перший загальний драфт-пік, а Фінікс Санз - другий. Решту драфт-піків першого а також інших раундів команди дістали у зворотньому порядку до їхнього співвідношення перемог до поразок у сезоні 1968–1969. Лос-Анджелес Лейкерс дістали додаткове право вибору в першому раунді як владнання обміну Руді Ларуссо до Сан-Франциско Ворріорз. Драфт складався з 20-ти раундів, на яких вибирали 218 гравців.

## Нотатки щодо виборів на драфті і кар'єр деяких гравців
Мілвокі Бакс під першим номером вибрали Карім Абдул-Джаббара (тоді відомого як Лью Алсіндора) з Каліфорнійського університету в Лос-Анджелесі. У своєму першому сезоні він виграв звання новачка року, а також потрапив до другої Збірної всіх зірок і на Матч всіх зірок. У наступному сезоні Бакс придбали колишнього першого номера драфту Оскара Робертсона з Цинциннаті Роялз. Ці два гравці привели їх до найкращих у лізі 66-ти перемог у регулярному сезоні. Потім Бакс пермогли Балтимор Буллетс у фіналі 1971 і виграли своє перше чемпіонство НБА в свій третій сезон. У тому сезоні Адбул-Джаббар виграв звання найціннішого гравця НБА і найціннішого гравця Фіналу НБА. Після цього він ще п'ять разів виграв звання чемпіона НБА в 1980-х роках у складі Лос-Анджелес Лейкерс, де його товаришем по команді був Меджик Джонсон, перший номер на драфті 1979. Він виграв ще одне звання найціннішого гравця у фіналі 1985. Крім того, він загалом шість разів вигравав звання найціннішого гравця НБА, більше, ніж будь-який інший баскетболіст в історії. Також утримує рекорд за кількість потраплянь на Матч всіх зірок - 19, і до складу Збірної всіх зірок НБА - 15. Одинадцять разів обраний до Збірної всіх зірок захисту, другий показник за всю історію. Завершив кар'єру, набравши 38 387 очок, що є найкращим показником в історії НБА, а також зробивши найбільше блок-шотів за всю історію ліги - 3 189. За ці досягнення його ввели до Зали слави, а також обрали до списку 50 найвизначніших гравців в історії НБА, оголошеного 1996 року до 50-річчя ліги.

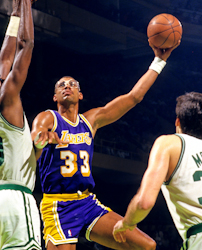
Мілвокі Бакс під першим загальним номером вибрали Карім Абдул-Джаббара (тоді Лью Алсіндора).

| Поз.    | G        | F       | C         |
| Позиція | Захисник | Форвард | Центровий |

| ^ | Позначає гравців, обраних у Баскетбольну залу слави Нейсміта                                                        |
| * | Позначає гравців, які взяли участь принаймні в одній грі матчу всіх зірок НБА і потрапили до Збірної всіх зірок НБА |
| + | Позначає гравців, які взяли участь принаймні в одній грі матчу всіх зірок НБА                                       |
| # | Позначає гравців, які жодного разу не грали в регулярному сезоні НБА або плей-оф                                    |

| Раунд | Вибір | Гравець                                 | Поз. | Громадянство | Команда НБА                         | Коледж/Клуб                   |
| ----- | ----- | --------------------------------------- | ---- | ------------ | ----------------------------------- | ----------------------------- |
| 1     | 1     | Лью Алсіндор^ (Карім Абдул-Джаббар)1[›] | C    | США          | Мілвокі Бакс                        | УКЛА                          |
| 1     | 2     | Ніл Вок                                 | C    | США          | Фінікс Санз                         | Флорида                       |
| 1     | 3     | Люсіус Аллен                            | G    | США          | Сіетл Суперсонікс                   | УКЛА                          |
| 1     | 4     | Террі Дрісколл                          | F    | США          | Детройт Пістонс                     | Бостонський коледж            |
| 1     | 5     | Ларрі Кеннон                            | G    | США          | Чикаго Буллз                        | Ла Саль                       |
| 1     | 6     | Бінго Сміт                              | G/F  | США          | Сан-Дієго Рокетс                    | Талса                         |
| 1     | 7     | Боб Портмен                             | F    | США          | Сан-Франциско Ворріорз              | Крейгтон                      |
| 1     | 8     | Герм Гілліам                            | G/F  | США          | Цинциннаті Роялз                    | Пердью                        |
| 1     | 9     | Джо Джо Вайт^                           | G    | США          | Бостон Селтікс                      | Канзас                        |
| 1     | 10    | Бутч Берд+                              | G    | США          | Атланта Гокс                        | Луїсвілл                      |
| 1     | 11    | Джон Воррен                             | C    | США          | Нью-Йорк Нікс                       | Сент Джонс                    |
| 1     | 12    | Віллі Маккартер                         | G    | США          | Лос-Анджелес Лейкерс                | Дрейк                         |
| 1     | 13    | Бад Огден                               | F    | США          | Філадельфія Севенті-Сіксерс         | Санта-Клара                   |
| 1     | 14    | Майк Девіс                              | G    | США          | Балтимор Буллетс                    | Вірджинія Юніон               |
| 1     | 15    | Рік Роберсон                            | F/C  | США          | Лос-Анджелес Лейкерс2[›]            | Цинциннаті                    |
| 2     | 16    | Сіммі Гілл#                             | F    | США          | Чикаго Буллз (від Фінікс)           | Вест Техас Стейт              |
| 2     | 17    | Боб Гріасен                             | F    | США          | Мілвокі Бакс                        | Ратгерс                       |
| 2     | 18    | Рон Тейлор#                             | C    | США          | Сіетл Суперсонікс                   | УПК                           |
| 2     | 19    | Віллі Норвуд                            | F    | США          | Детройт Пістонс                     | Елкорн A&M                    |
| 2     | 20    | Кен Спейн#                              | C    | США          | Чикаго Буллз                        | Х'юстон                       |
| 2     | 21    | Берні Вільямс                           | G    | США          | Сан-Дієго Рокетс                    | Ла Саль                       |
| 2     | 22    | Ед Сіюдут#                              | F    | США          | Сан-Франциско Ворріорз              | Голі Кросс                    |
| 2     | 23    | Джонні Баум                             | F    | США          | Чикаго Буллз (від Цинциннаті)[a]    | Темпл                         |
| 2     | 24    | Джін Вільямс#                           | F    | США          | Фінікс Санз (від Бостон)[b]         | Канзас Стейт                  |
| 2     | 25    | Воллі Андерзунас                        | F/C  | США          | Атланта Гокс                        | Крейгтон                      |
| 2     | 26    | Білл Бантінг#                           | F/C  | США          | Нью-Йорк Нікс                       | Північна Кароліна             |
| 2     | 27    | Дік Гарретт                             | G    | США          | Лос-Анджелес Лейкерс                | Південний Іллінойс            |
| 2     | 28    | Віллі Тейлор#                           | F/C  | США          | Філадельфія Севенті-Сіксерс         | Лемойн-Оуен                   |
| 2     | 29    | Віллі Скотт#                            | F    | США          | Балтимор Буллетс                    | Алабама Стейт                 |
| 3     | 30    | Флойд Керр#                             | n/a  | США          | Фінікс Санз                         | Університет штату Колорадо    |
| 3     | 31    | Скітер Свіфт#                           | G    | США          | Мілвокі Бакс                        | Іст Теннессі Стейт            |
| 3     | 32    | Лі Вінфілд                              | G    | США          | Сіетл Суперсонікс                   | Університет Північного Техасу |
| 3     | 33    | Ламар Грін                              | F/C  | США          | Фінікс Санз (від Детройт)[c]        | Моргід Стейт                  |
| 3     | 34    | Норм Ван Лір*                           | G    | США          | Чикаго Буллз                        | Сейнт-Френсіс                 |
| 3     | 35    | Чарльз Бонапарт#                        | G    | США          | Сан-Дієго Рокетс                    | Норфолк Стейт                 |
| 3     | 36    | Том Гейган#                             | G    | США          | Сан-Франциско Ворріорз              | Вандербілт                    |
| 3     | 37    | Лютер Раклі                             | C    | США          | Цинциннаті Роялз                    | Зав'єр (OH)                   |
| 3     | 38    | Джуліус Кі#                             | F-C  | США          | Бостон Селтікс                      | Алкорн                        |
| 3     | 39    | Ллойд Керр#                             | n/a  | США          | Фінікс Санз                         | Університет штату Колорадо    |
| 3     | 40    | Едді Маст                               | F/C  | США          | Нью-Йорк Нікс                       | Темпл                         |
| 3     | 41    | Лютер Грін                              | F    | США          | Цинциннаті Роялз (від Лос-Анджелес) | Лонг-Айленд                   |
| 3     | 42    | Майк Груссо#                            | C    | США          | Філадельфія Севенті-Сіксерс         | Луїсвілл                      |
| 3     | 43    | Фред Картер                             | G/F  | США          | Балтимор Буллетс                    | Mount St. Mary's              |
| 4     | 44    | Денніс Стюарт                           | F    | США          | Фінікс Санз                         | Мічиган                       |
| 4     | 45    | Боб Дандридж*                           | G/F  | США          | Мілвокі Бакс                        | Норфолк Стейт                 |
| 4     | 52    | Стів Куберскі                           | F/C  | США          | Бостон Селтікс                      | Бредлі                        |
| 4     | 56    | Дейв Шольц                              | F    | США          | Філадельфія Севенті-Сіксерс         | Іллінойс                      |
| 5     | 58    | Річ Джонс                               | F/C  | США          | Фінікс Санз                         | Мемфіс Стейт                  |
| 5     | 61    | Стів Мікс+                              | F    | США          | Детройт Пістонс                     | Толедо                        |
| 5     | 64    | Віллі Вайз                              | F    | США          | Сан-Франциско Ворріорз              | Дрейк                         |
| 5     | 65    | Джейк Форд                              | G    | США          | Цинциннаті Роялз                    | Меріленд Стейт                |
| 5     | 66    | Джордж Томпсон                          | G    | США          | Бостон Селтікс                      | Маркетт                       |
| 5     | 69    | Віл Джонс                               | F    | США          | Лос-Анджелес Лейкерс                | Олбані Стейт                  |
| 6     | 73    | Джон Артурс                             | G    | США          | Мілвокі Бакс                        | Талені                        |
| 8     | 103   | Боб Арнзен                              | F    | США          | Детройт Пістонс                     | Нотр-Дам                      |
| 8     | 109   | Боб Крістіан                            | C    | США          | Атланта Гокс                        | Гремблінг                     |
| 9     | 117   | Джордж Рейнолдс                         | G    | США          | Детройт Пістонс                     | Х'юстон                       |
| 11    | 147   | Юстус Тігпен                            | G    | США          | Сан-Дієго Рокетс                    | Університет Вебера            |
| 12    | 167   | Роланд Тейлор                           | G    | США          | Філадельфія Севенті-Сіксерс         | Ла Саль                       |
| 14    | 187   | Мак Калвін                              | G    | США          | Лос-Анджелес Лейкерс                | УПК                           |
| 19    | 214   | Грейді О'Маллі                          | F    | США          | Атланта Гокс                        | Манхеттен                     |
| 19    | 215   | Браян Гіні                              | G    | Канада       | Балтимор Буллетс                    | Акадія (Канада)               |

## Обміни
- a  20 жовтня 1967, Чикаго Буллз придбали Флінна Робінсона, драфт-піки другого раунду 1968 і 1969 від Цинциннаті Роялз в обмін на Гая Роджерса.[8][9] Буллз використали цей драфт-пік, щоб вибрати Джонні Баума.
- b  27 серпня 1968, Фінікс Санз придбали драфт-пік другого раунду від Бостон Селтікс в обмін на Ема Браянта.[10] Санз використали цей драфт-пік, щоб вибрати Джіна Вільямса.
- c  17 грудня 1968, Фінікс Санз придбали Джима Фокса драфт-пік третього раунду від Детройт Пістонс в обмін на Маккоя Маклемора.[11][12] Санз використали цей драфт-пік, щоб вибрати Ламара Гріна.

## Нотатки
^ 1: Лью Алсіндор змінив своє ім'я на Карім Абдул-Джаббар 1971 року.

^ 2: Лос-Анджелес Лейкерс отримали додатковий драфт-пік першого раунду як владнання обміну Руді Ларуссо до Сан-Франциско Ворріорз 31 серпня 1967.